# Cabreiros e Albergaria da Serra
Cabreiros e Albergaria da Serra (oficialmente: União das Freguesias de Cabreiros e Albergaria da Serra) é uma freguesia portuguesa do município de Arouca, com 31,23 km² de área e 185 habitantes (censo de 2021). A sua densidade populacional é 5,9 hab./km².

## História
Foi constituída em 2013, no âmbito de uma reforma administrativa nacional, pela agregação das antigas freguesias de Cabreiros e Albergaria da Serra e tem sede em Cabreiros.

## Demografia
A população registada nos censos foi:
| Distribuição da População por Grupos Etários | Distribuição da População por Grupos Etários | Distribuição da População por Grupos Etários | Distribuição da População por Grupos Etários | Distribuição da População por Grupos Etários | Distribuição da População por Grupos Etários |
| -------------------------------------------- | -------------------------------------------- | -------------------------------------------- | -------------------------------------------- | -------------------------------------------- | -------------------------------------------- |
| Antes da agregação                           |                                              |                                              |                                              |                                              |                                              |
| Ano                                          | 0-14 anos                                    | 15-24 anos                                   | 25-64 anos                                   | >= 65 anos                                   | Total                                        |
| 2001                                         | 42                                           | 39                                           | 141                                          | 104                                          | 326                                          |
| 2011                                         | 24                                           | 14                                           | 111                                          | 82                                           | 231                                          |
| Após a agregação                             |                                              |                                              |                                              |                                              |                                              |
| Ano                                          | 0-14 anos                                    | 15-24 anos                                   | 25-64 anos                                   | >= 65 anos                                   | Total                                        |
| 2021                                         | 17                                           | 14                                           | 76                                           | 78                                           | 185                                          |